# IFTTT
IFTTT (die Abkürzung von englisch If This Then That, ausgesprochen „ift“ wie in „Gift“) ist ein Dienstanbieter für die individuelle Verknüpfung von Webanwendungen.
Die Anwendung wurde von Linden Tibbets entwickelt und ging 2010 in Betrieb.
Mit September 2020 führte IFTTT kostenpflichtige Abonnement-Modelle ein. Zuvor war IFTTT kostenlos und werbefrei nutzbar.

## Funktion
IFTTT ermöglicht es Benutzern, bedingte Anweisungen nach dem Prinzip „If this then that“ („Wenn dies, dann das“) zu erstellen. Das Programm nennt die bedingten Anweisungen Rezepte. Der „This“-Teil eines Rezepts wird Trigger (Auslöser) genannt. Beispiele für einen Trigger sind „Ich wurde auf einem Foto bei Facebook markiert“ oder „Ich habe bei Foursquare eingecheckt“. Der „That“-Teil eines Rezepts wird Aktion genannt. Beispiele für Aktionen sind „Sende mir eine Textnachricht“ oder „Erzeuge eine Statusmeldung auf Facebook“. Die Kombination aus Trigger und Aktion wird Rezept genannt. IFTTT bietet Trigger und Aktionen für mehr als 250 Dienste wie Twitter, Foursquare, Flickr, Telegram und Facebook.
Um IFTTT nutzen zu können, muss man ein Benutzerkonto anlegen.

## Auszeichnungen
IFTTT wurde durch Forbes, Time, Wired, The New York Times und Reader’s Digest lobend erwähnt.
Die App erhielt 2015 den Jurypreis der Global Mobile Awards für die beste mobile App.